# 리치 브라이언
브라이언 이마누엘(Brian Imanuel, 1999년 9월 2일 ~ )은 리치 브라이언 (Rich Brian)이라는 닉네임으로 활동하는 인도네시아의 힙합 가수이다. 그는 2016년 2월 22일 유튜브를 통해 공개된 Dat Stick을 통해 이름을 알리게 되었으며, 이 노래는 같은 해 3월 11일 공식 디지털 싱글로 발매되었다.
과거 닉네임은 리치 치가(Rich Chigga)였다. 2018년 1월 1일에 닉네임을 브라이언(Brian)으로 바꾸었다가, 1월 7일에 닉네임을 리치 브라이언(Rich Brian)으로 다시 변경하였다.